# جون س. مالون
جون س. مالون (بالإنجليزية: John C. Malone)‏ هو ناشر ورائد أعمال أمريكي، ولد في 7 مارس 1941 في ميلفورد في الولايات المتحدة.

## الحياة المهنية
في عام 1963، بدأ مالون مسيرته المهنية في مختبرات بل التابعة لشركة AT&T، حيث عمل في التخطيط الاقتصادي والأبحاث والتطوير. في عام 1968، انضم إلى شركة ماكينزي & كومباني، وفي عام 1970، أصبح نائب رئيس المجموعة في شركة جينيرال إنسترومنت (GI). لاحقًا، تولى منصب رئيس شركة جيرولد إلكترونيكس، وهي شركة تابعة لـ GI.
على مدار أربعة وعشرين عامًا، من 1973 إلى 1996، شغل مالون منصب الرئيس والمدير التنفيذي لشركة تيليكوميونيكيشنز إنك (TCI).
مالون عضو في مجالس إدارة كل من بنك نيويورك ميلون، وإكسبيديا.كوم، وتشارتر كوميونيكيشنز، ووارنر براذرز ديسكفري، وشركة ليونز جيت إنترتينمنت. وهو أيضًا الرئيس الفخري لشركة كابل تيليفيجن لابوراتوريز، ورئيس مجلس إدارة شركة ليبرتي جلوبال، وكان سابقًا رئيسًا لمجموعة DirecTV. وقد كانت ترقيته إلى منصب رئيس مجلس إدارة ليبرتي جلوبال مثيرة للجدل في بعض الأحيان.
في عام 2005، امتلك مالون 32% من أسهم شركة نيوز كوربوريشن، وعلى الرغم من أن حوالي نصفها فقط كانت أسهماً لها حق التصويت، إلا أن روبرت مردوخ كان قلقًا من احتمال فقدان السيطرة على شركته لصالح مالون، وحاول التخلص منه من خلال استراتيجية "الحبة السامة".
كما شغل مالون منصب مدير الرابطة الوطنية للكابلات والاتصالات (NCTA) من 1974 إلى 1977، ثم مرة أخرى من 1980 إلى 1993. خلال الفترة 1977-1978، كان يشغل منصب أمين صندوق الرابطة.
في عام 1992، صاغ مالون مصطلح "عالم 500 قناة" لوصف مستقبل وسائل الإعلام، حيث سيكون هناك عدد هائل من القنوات التلفزيونية المتاحة، من خلال القضاء على الحاجة إلى قنوات الراديو الأرضية كمورد نادر.
في عالم الأعمال، أطلق على مالون لقب "دارث فيدر"، وهو لقب يُقال إن آل غور أطلقه عليه عندما كان مالون رئيسًا لشركة TCI.
في عام 1994، ظهرت صورة مالون على غلاف مجلة Wired، حيث تم تصويره على هيئة "ماد ماكس" من فيلم The Road Warrior (Mad Max 2)، وكان هناك مقابلة تطرقت إلى معاركه مع لجنة الاتصالات الفيدرالية (FCC). كما يُعرف أيضًا بلقب "راعي الكابلات".
وفقًا لتقديرات بلومبرغ، بلغت ثروته أكثر من 9 مليارات دولار أمريكي في مايو 2021

## ملكية الأراضي
يمتلك مالون شركة Silver Spur Ranches، وهي شركة متخصصة في تربية الماشية وإنتاج اللحوم، وتشمل عدة مزارع، منها:
- Silver Spur Ranch في إنكامبمنت، وايومنغ.
- Bell Ranch و TO Ranch في نيو مكسيكو.
- Bridlewood Farm، وهي منشأة متخصصة في تربية وتدريب وسباق الخيول الأصيلة في أوكالا، فلوريدا.
- بالإضافة إلى مزارع في والدن وكايووا، كولورادو.

أما على المستوى الدولي، فيمتلك قلعة هوموود (Humewood Castle) و عقار وبيت كاسلمارتن (Castlemartin House and Estate)، وكلاهما يقع في أيرلندا.
اعتبارًا من 1 فبراير 2011، تجاوز تيد تيرنر ليصبح أكبر مالك خاص للأراضي في الولايات المتحدة، حيث امتلك 2,200,000 فدان (8,900 كم²)، وتقع غالبية هذه الأراضي في مين، وكولورادو، ونيو مكسيكو، ووايومنغ.
ظل مالون في المرتبة الأولى كأكبر مالك أراضٍ في أمريكا لمدة 10 سنوات، وفقًا لتصنيف The Land Report لعام 2022 لأكبر 100 مالك أراضٍ في الولايات المتحدة. وفي عام 2021، احتل المرتبة الثانية بعد عائلة إيمرسون (Emmerson Family)

## وصلات خارجية
- جون س. مالون على موقع مونزينجر (الألمانية)
- جون س. مالون على موقع إن إن دي بي (الإنجليزية)